# 秋田県道22号比内大葛鹿角線
秋田県道22号比内大葛鹿角線（あきたけんどう22ごう ひないおおくぞかづのせん）は、秋田県大館市から鹿角市へ至る県道（主要地方道）である。

## 概要
米代川の南、国道285号の大館市比内町総合支所付近から南西方向へ伸びる。独鈷集落、大葛集落を犀川沿いに通り、特に集落の部分は道幅が狭く曲がりくねった部分があり、制限速度も30 km/h程度に制限される区間が続く。大葛温泉付近の県道309号交点を左折すると山道になる。
大館市・鹿角市境をトンネルで越え、米代川西岸を南に進み、熊沢川を渡るとすぐ終点国道341号交点に至る。

### 路線データ
- 総延長 : 27.311 km[2]
- 実延長 : 27.311 km[2]
- 起点 : 秋田県大館市比内町新館字真館51番地先（国道285号交点）[3]
- 終点 : 秋田県鹿角市八幡平字長嶺川原20番1地先（国道341号交点）[3]
- 未供用区間 : なし[2]

## 歴史
- 1972年（昭和47年）3月30日 - 秋田県道に認定される[3]。
- 1975年（昭和50年）4月1日 - 国道341号が制定され、当県道と接続される。
- 1982年（昭和57年）4月1日 - 国道285号の終点が北秋田郡鷹巣町から鹿角市に変更され、当県道と接続される。
- 1993年（平成5年）5月11日 - 建設省から、県道比内宮川線が比内大葛鹿角線として主要地方道に指定される[4]。

## 路線状況

### 冬期閉鎖区間
- なし[5]

### 交通不能区間
- なし[6]

### 道路施設
- 道の駅ひない（起点から国道285号経由）

## 地理

### 通過する自治体
- 大館市
- 鹿角市

### 交差する道路
| 施設名 | 接続路線名                | 備考                             | 所在地                                                          |
| ------ | ------------------------- | -------------------------------- | --------------------------------------------------------------- |
|        | 国道285号                 | 起点                             | 大館市比内町新館字真館                                          |
|        | 秋田県道309号比内森吉線   | 県道309号起点                    | 大館市比内町大葛字金山沢口北緯40度7分32.8秒 東経140度40分25.3秒 |
|        | 秋田県道191号根瀬尾去沢線 |                                  | 鹿角市八幡平字太田北緯40度9分0秒 東経140度46分52.2秒            |
|        | 市道 （国道282号）        | 米代川対岸 150mで国道282号へ接続 | 鹿角市八幡平字前川原北緯40度8分34.6秒 東経140度47分43.5秒       |
|        | 国道341号                 | 終点                             | 鹿角市八幡平字長嶺川原                                          |

### 沿線の施設
- 大館市比内総合支所（起点から国道285号経由）
- 大館市立比内中学校
- 羽後東館郵便局
- 独狐大日神社
- 大葛郵便局
- 大葛温泉
- 大葛鉱山跡
- 渡部家「史料館」
- JR東日本 花輪線 八幡平駅
- 鹿角市立八幡平中学校